# Pycnophyllum spathulatum
Pycnophyllum spathulatum là loài thực vật có hoa thuộc họ Cẩm chướng. Loài này được Mattf. miêu tả khoa học đầu tiên năm 1922.